# Agnelli & Nelson
Agnelli & Nelson ist ein Trance-Projekt aus Nordirland, bestehend aus Christoper James Agnew und Robert Frederick Nelson. Das Duo ist auch unter den Pseudonymen A&N Project, Afterburn, Cortez und Quincey & Sonance bekannt.

## Karriere
Agnelli & Nelson produzieren seit 1997 zusammen Trance-Musik. Ihren ersten Erfolg hatten sie 1998 mit der Single „El Niño“, die auf Platz 21 der UK-Single-Charts kam. Die Nachfolgesingle „Everyday“ erreichte 1999 Platz 17 in den britischen Charts. Beide Songs sind sehr stiltypisch für das Subgenre Balearic Trance und werden heute gemeinhin als Trance-Klassiker angesehen. Agnelli & Nelson hatten bis heute sieben Singles in den britischen Charts, davon fünf in den Top 40. Zuletzt kam 2004 die Single „Holding on to Nothing“ mit Vocals der Sängerin Audrey Gallagher auf Platz 41.
Das nordirische Duo hat auch zahlreiche Remixe produziert. Sie haben unter anderem Ferry Corsten, Armin van Buuren, Chicane und U2 geremixt. Ihr Remix von John O’Callaghans „Big Sky“ wurde von Armin van Buurens populärer Radiosendung A State of Trance zum Tune of the Year 2007 gewählt.

## Diskografie

### Singles
als Agnelli & Nelson
- 1998: Angels Fly/Bolivian Angel
- 1998: Angels 1998
- 1998: El Niño
- 1999: Everyday
- 2000: Embrace
- 2000: Hudson St.
- 2001: Vegas
- 2002: Everyday 2002
- 2004: Holding on to Nothing (feat. Aureus)
- 2005: Shivver

mit anderen Pseudonymen
- 2000: Afterburn – North Pole/Fratt Boy
- 2000: Cortez – Über den Wolken
- 2003: Afterburn – Summer Sun
- 2003: Cortez – Scaramanga/The Force (feat. Fergie)
- 2004: Green Atlas – Circulation
- 2004: Green Atlas – Communicate
- 2007: A&N Project – Wear That Dress
- 2008: A&N Project – Just When I Think There’s an Answer
- 2008: A&N Project – Sleeping in Airports
- 2009: Robbie Nelson & Chris Agnelli – Gravity

### Remixe
- 2000: Lange – Follow Me
- 2000: U2 – Beautiful Day (Quincey & Sonance Remix)
- 2001: U2 – Elevation (Quincey & Sonance Remix)
- 2004: Solar Stone vs. Scott Bond – 3rd Earth
- 2004: Chicane feat. Bryan Adams – Don’t Give Up 2004
- 2004: Ferry Corsten – It’s Time
- 2004: Armin van Buuren – Blue Fear 2004
- 2004: Li Kwan – Point Zero 2004
- 2005: Alex Gold – Stranded in Paradise
- 2005: Alex Gold – Back from a Break (Better Dayz)
- 2007: John O’Callaghan feat. Audrey Gallagher – Big Sky
- 2008: Markus Schulz feat. Dauby – Perfect
- 2008: Solarstone – Rain Stars Eternal